# Wim Wolff
Wim Wolff (30 december 1940 – 27 november 2018) was een Nederlands ecoloog, gespecialiseerd in de bescherming, beheer en onderzoek van estuaria. 

## Levensloop
Na zijn studie biologie in Leiden begon Wolff zijn wetenschappelijke loopbaan in 1965 op het Delta Instituut voor Hydrobiologie in Zeeland. Vanaf 1975 gaf hij leiding aan de afdeling Estuariene Ecologie van het Rijksinstituut voor Natuurbeheer op Texel. Daar stond hij aan de wieg van een grootschalig onderzoeksproject dat uitmondde in de publicatie van 'Ecology of the Wadden Sea', in samenwerking met onderzoekers uit het gehele Waddengebied (Denemarken, Duitsland en Nederland).
In 1989 werd hij benoemd tot deeltijd hoogleraar Aquatische Ecologie aan de Landbouwuniversiteit Wageningen waarna hij tussen 1996 en 2005 als hoogleraar Mariene Biologie verbonden was aan de Rijksuniversiteit Groningen. Hij begeleidde tientallen promovendi. Wolff maakte deel uit van vele commissies en werkgroepen die hebben bijgedragen aan versterking van het onderzoek in kustgebieden in het algemeen en die in de Waddenzee in het bijzonder.

## Trivia
Ter nagedachtenis aan de belangrijke rol van Wolff in het Waddenonderzoek heeft het NIOZ een onderzoeksschip naar hem vernoemd.